# Карстенс, Асмус Якоб
А́смус Я́коб Ка́рстенс (нем. Asmus Jacob Carstens; 10 мая 1754, Санкт-Йорген, Шлезвиг — 25 мая 1798, Рим) — датский и немецкий живописец и рисовальщик, представитель классицизма, романист.

## Жизнь и творчество

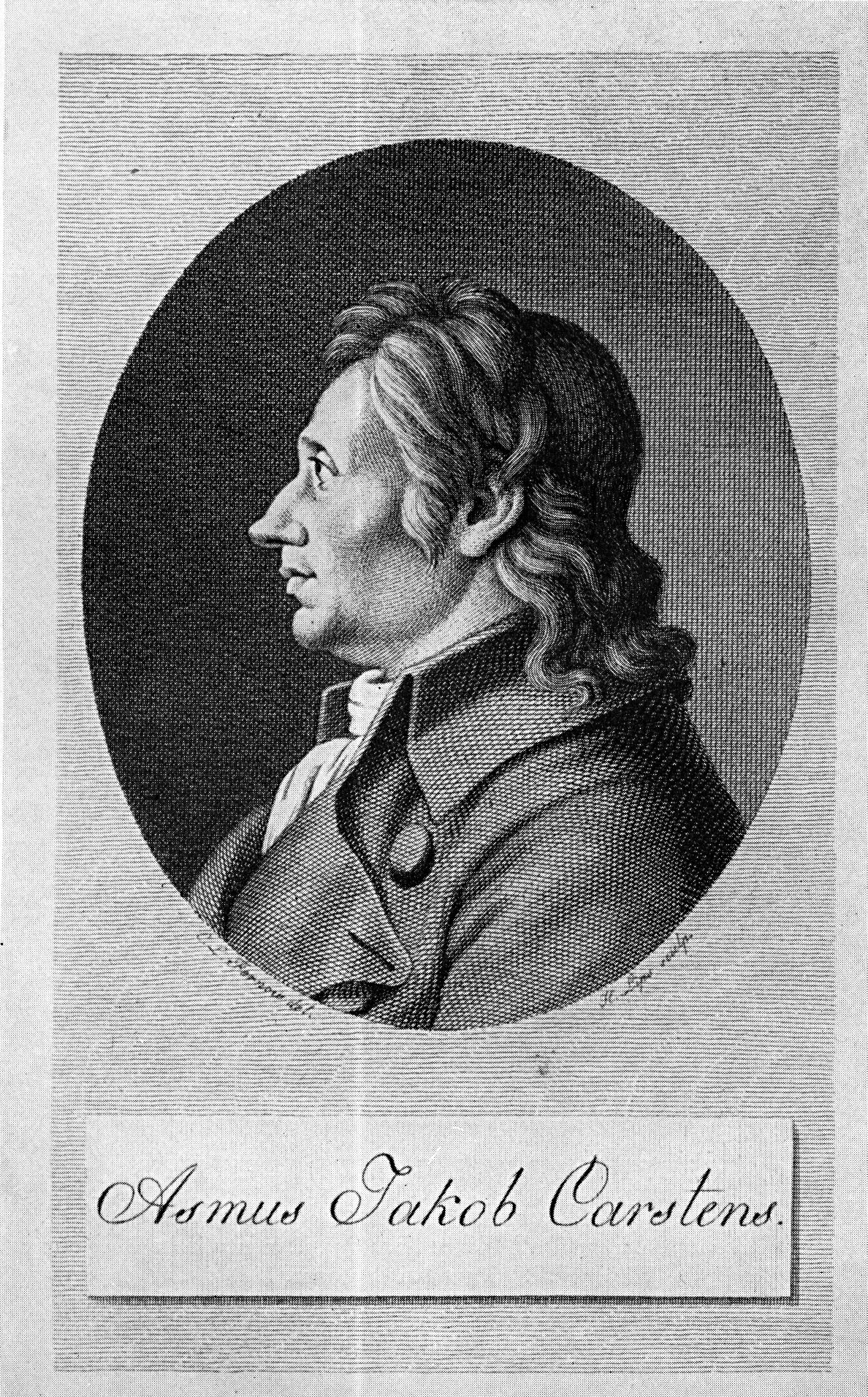
Й. Г. Липс. Портрет А. Я. Карстенса. Резцовая гравюра на меди

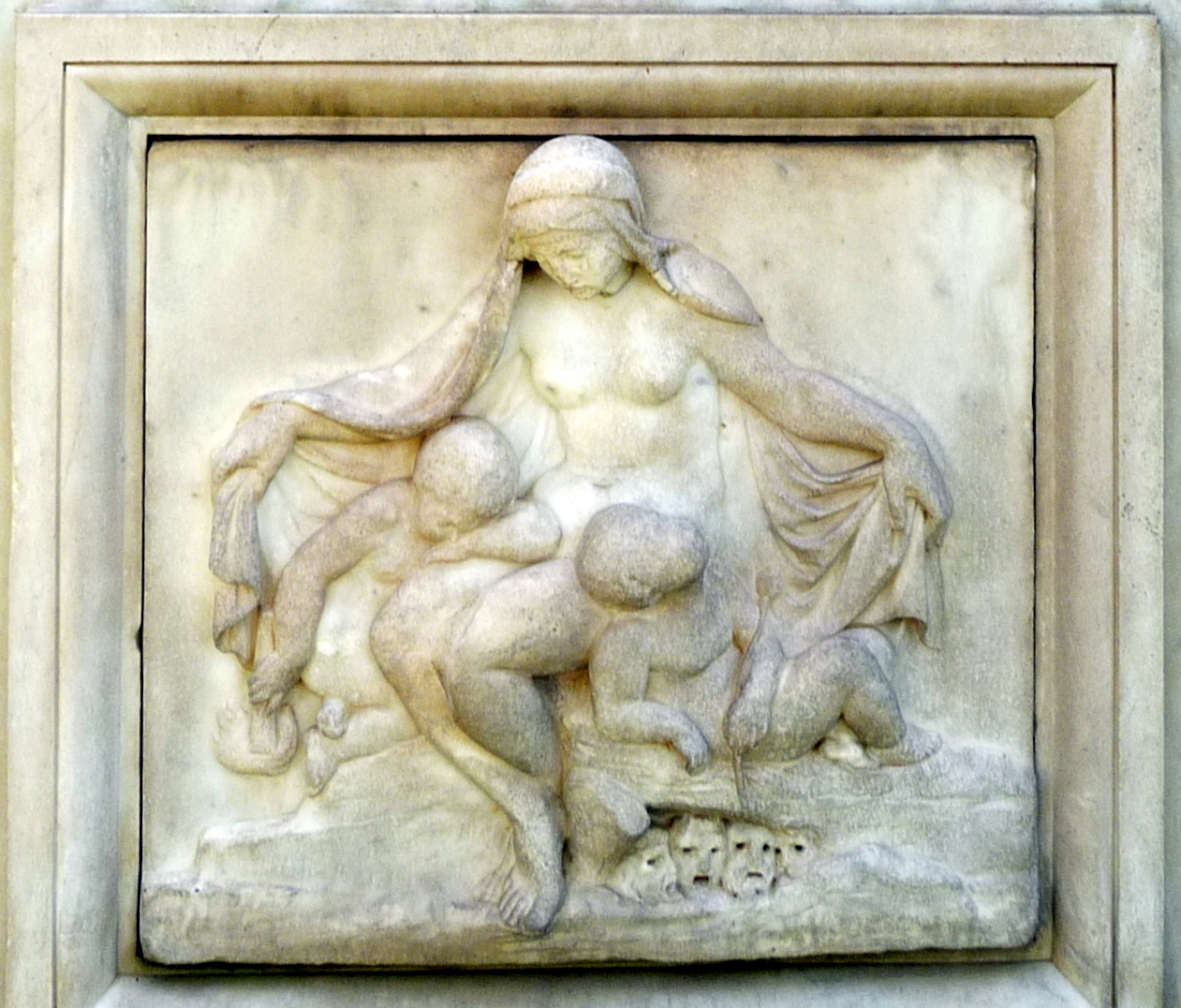
Л. Рау. Ночь и её дети, Сон и Смерть. Рельеф по рисунку Карстенса. Ок. 1879. Деталь надгробного камня. Некатолическое кладбище, Рим

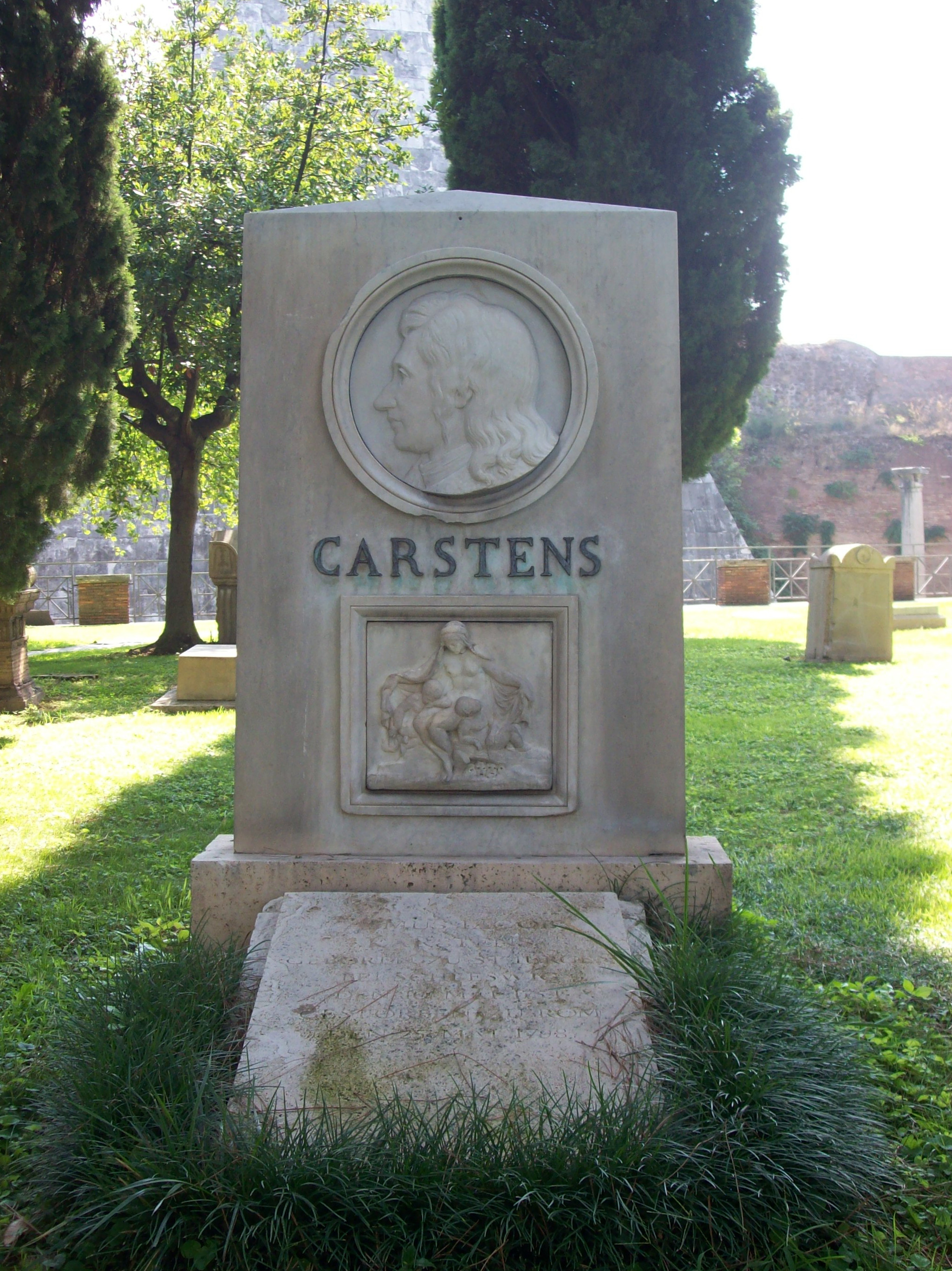
Надгробие А. Я. Карстенса. Римское некатолическое кладбище

Асмус Якоб родился в семье мельника Ганса Карстенса (1721—1762) и Кристины Доротеи, урожденной Петерсен (1726—1769), в селении Санкт-Йорген, ныне район города Шлезвиг, Шлезвиг-Гольштейн. Его брат Фридрих Кристиан Карстенс (1762—1798) — живописец и гравёр. Вначале Асмус Якоб Карстенс учился ремеслу бондаря, затем осваивал виноторговлю. 
В возрасте двадцати двух лет он отправился в Копенгаген, чтобы поступить в Датскую королевскую академию искусств. Однако курс не окончил — занятия Карстенс посещал редко, на штудии рисунка обнажённой натуры вообще не являлся. Он отказался от присвоенной ему Академией серебряной медали, после чего был исключён из Академии.
Как художник он формировался за счёт самообразования. Занимался изучением философии, классической и кельтской мифологии. Основным направлением в творчестве художника стала графика. Порвав с Академией, Асмус Якоб «мечтал о создании большого стиля, рисовал огромные картоны углём, сангиной и мелом. Цвет не имел значения, главное — возвышенная идея и идеальная форма».
Поездку в Рим, которую он предпринял вместе со своим братом, пришлось прервать из-за отсутствия денег. С 1783 года Карстенс жил в Любеке и занимался портретной живописью. В 1787—1793 годах Карстенс работал в Берлине. В столице Пруссии он не имел большого успеха, пока министр фон Хайниц не заметил на Академической выставке в 1789 году его картину «Падение ангелов», и не дал ему заказ на настенные и потолочные росписи в Королевском дворце. Наконец, в 1790 году по наущению прусского министра он получил звание профессора Прусской Королевской академии искусств. К этому периоду относится рисунок «Вакх и Амур», послуживший основой для написанной позднее, в Риме в 1795 году, одноимённой картины маслом.
В 1792 году Карстенс получил от Академии средства на поездку в Рим. Там он посвятил себя изучению античного искусства, произведений Рафаэля и Микеланджело, что оказало значительное влияние на формирование его идеального стиля.
В 1795 году он начал работу над композицией «Ночь (Никс) со своими детьми Сном (Гипносом) и Смертью (Танатосом)», считающейся его основным произведением. Источниками для картины, помимо учения о богах его друга Карла Филиппа Морица, являются теогония Гесиода и тексты Павсания.
Первого крупного успеха он добился в 1795 году на выставке в бывшей мастерской художника-академиста Помпео Батони, скончавшегося в 1787 году, где громогласно заявил, что его творчество «принадлежит не Берлинской академии, а всему человечеству». Картина «Пространство и время», показанная на этой выставке, является попыткой визуализировать кантианские категории пространства и времени. Эта попытка, однако, была с удивлением воспринята художественными критиками и отмечена Фридрихом Шиллером насмешливым двустишием.
Художник скончался в 1798 году в Риме и похоронен на «Римском некатолическом кладбище» возле пирамиды Цестия. Его надгробие украшает рельеф, созданный Леопольдом Рау около 1879 года по рисунку Карстенса «Ночь и её дети, Сон и Смерть».
Одной из главных задач, которую ставил перед собой художник, было преодоление поверхностного натурализма в современном ему академическом искусстве путём переосмысления античных культурных традиций. Поэтому Карстенс считается одной из ведущих фигур Веймарской художественной школы, основанной в 1860 году, которая с 1902 года была возобновлена с основанием в 1905 году Веймарской школы скульптуры.
В Городском музее Шлезвига есть отдельный зал, посвящённый художнику Асмусу Якобу Карстенсу. В Эккернфёрде (Шлезвиг-Гольштейн) в честь художника названа улица: Асмус-Карстенс-Хаг. В 1883 году в Копенгагене был открыт памятник А. Я. Карстенсу. Бронзовая фигура создана между 1880 и 1883 годами датским скульптором Теобальдом Штейном.

## Галерея

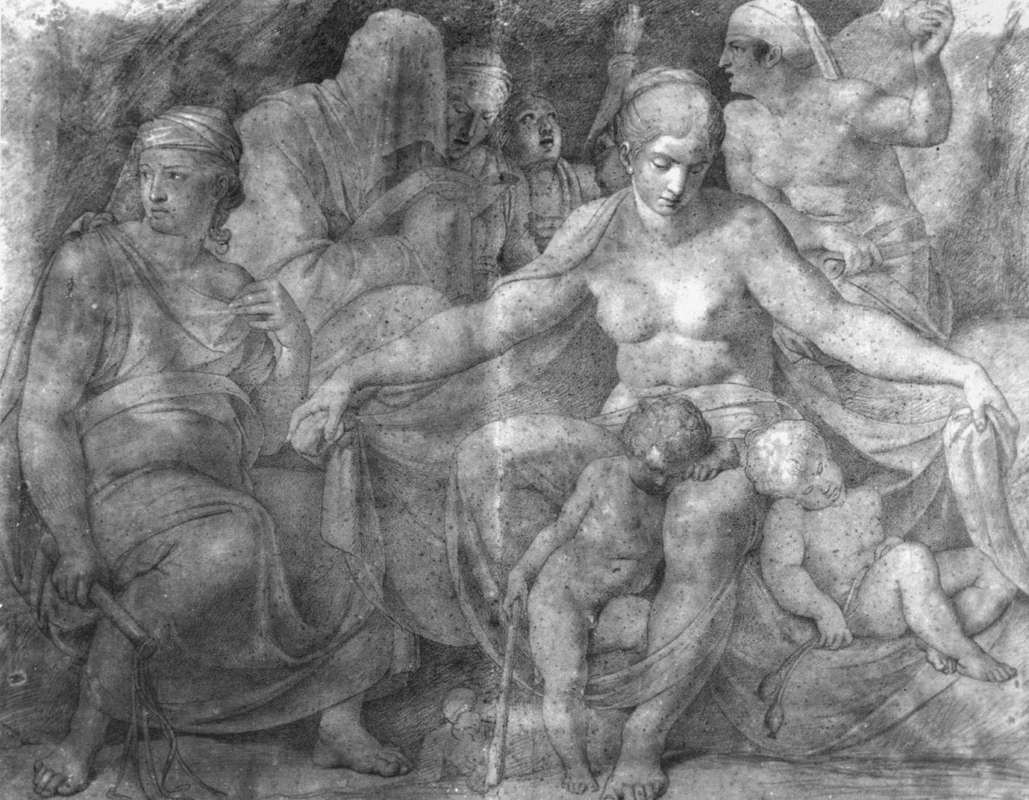
Ночь и её дети Сон и Смерть. 1794. Бумага, уголь, итальянский карандаш. Художественное собрание, Веймар
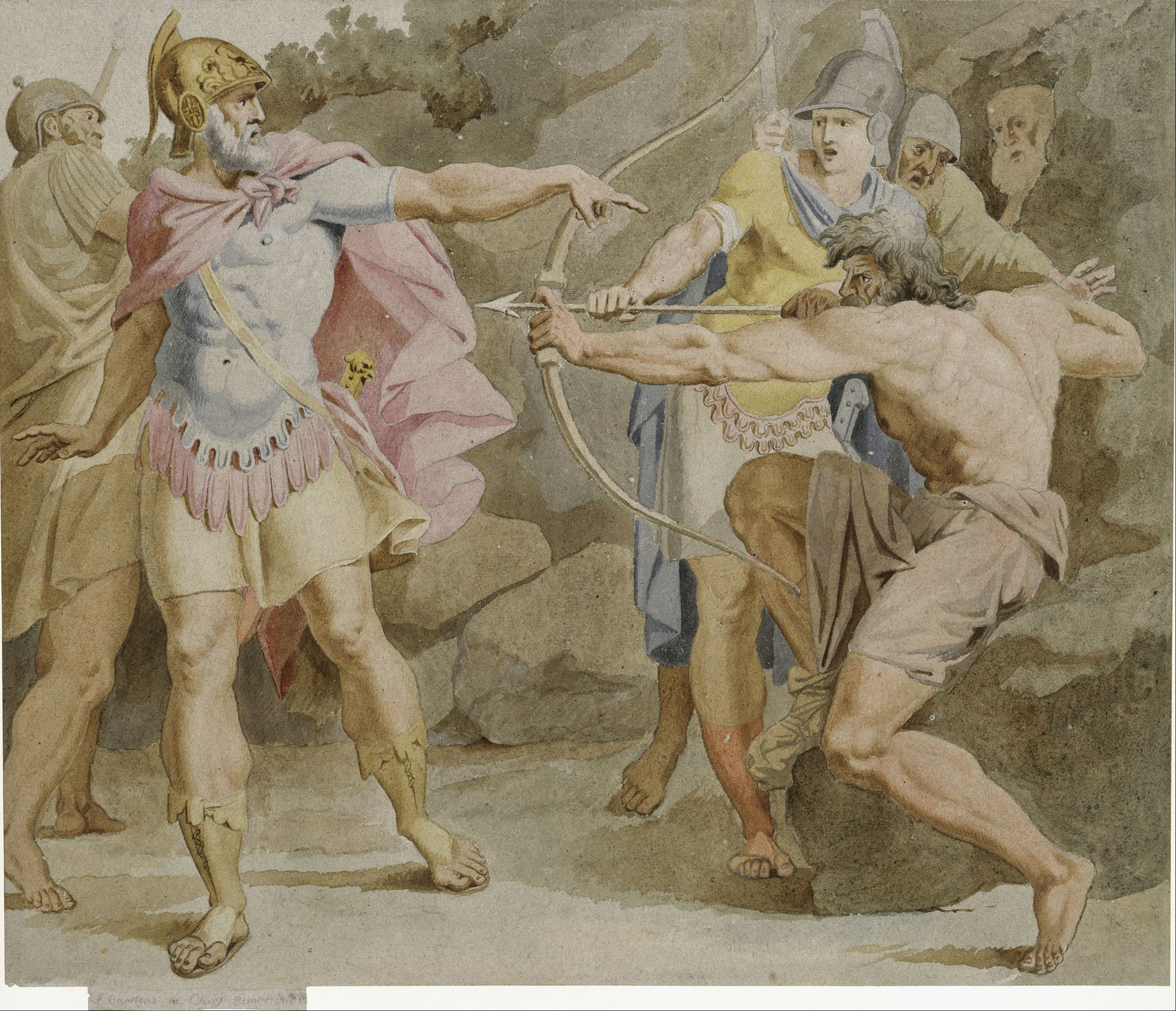
Филоктет направляет лук Геракла на Одиссея. 1790. Бумага, акварель, тушь, перо, кисть. Гравюрный кабинет, Берлин
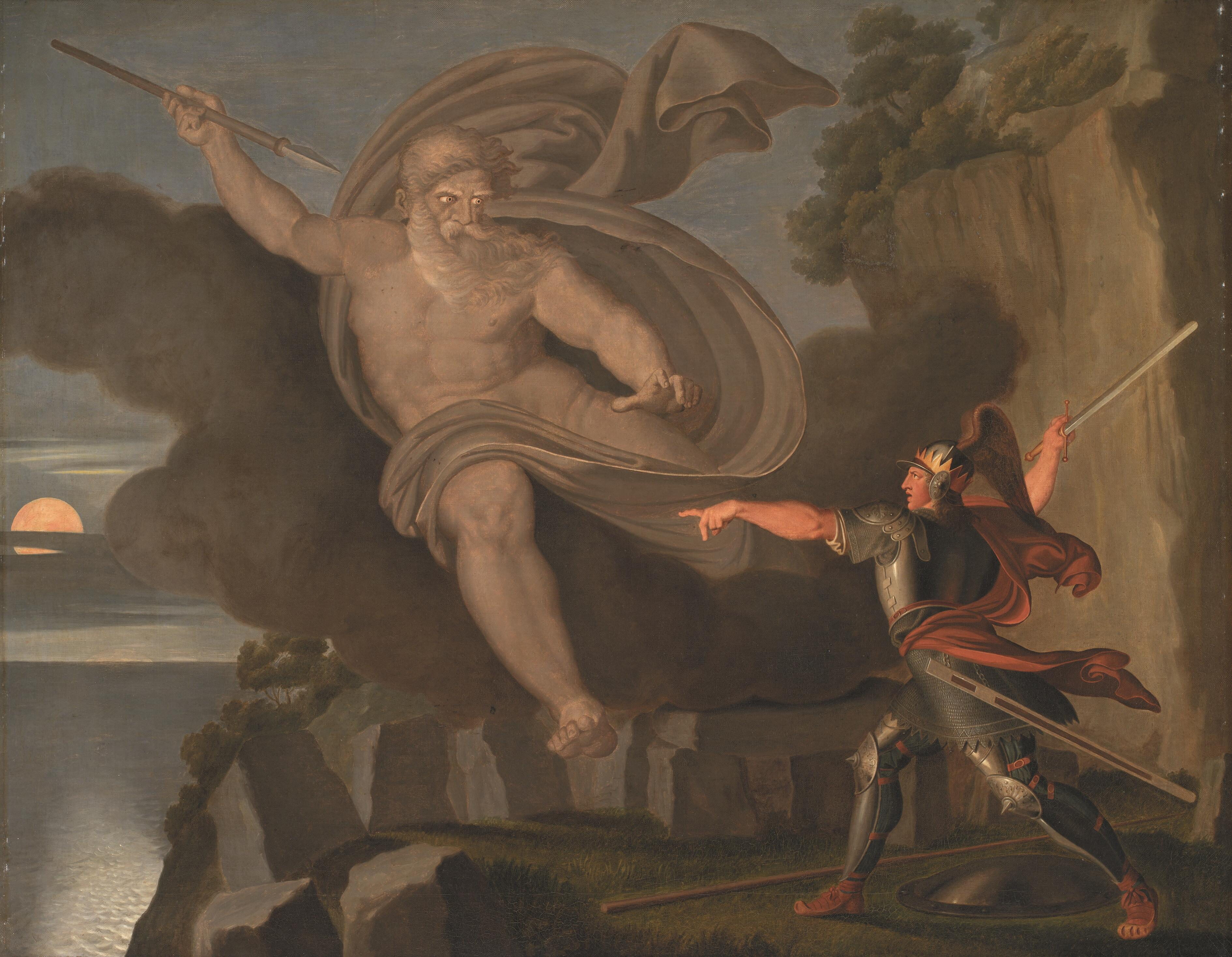
Битва Фингала с духом Лоды (по мотивам поэмы Оссиана). 1797. Холст, масло. Государственный музей искусств, Копенгаген
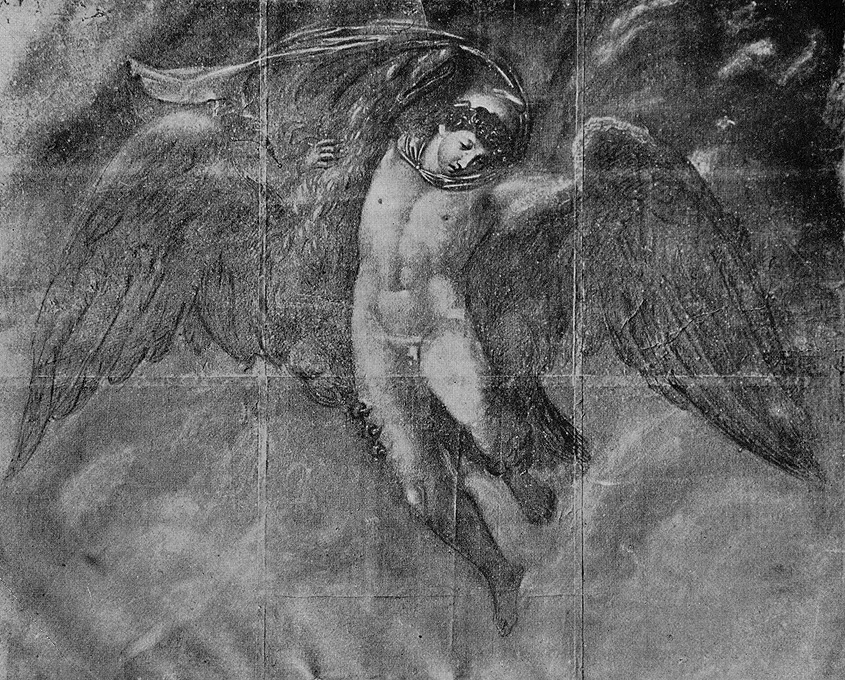
Ганимед, уносимый орлом. 1793. Картон, уголь, белила. Художественное собрание, Веймар
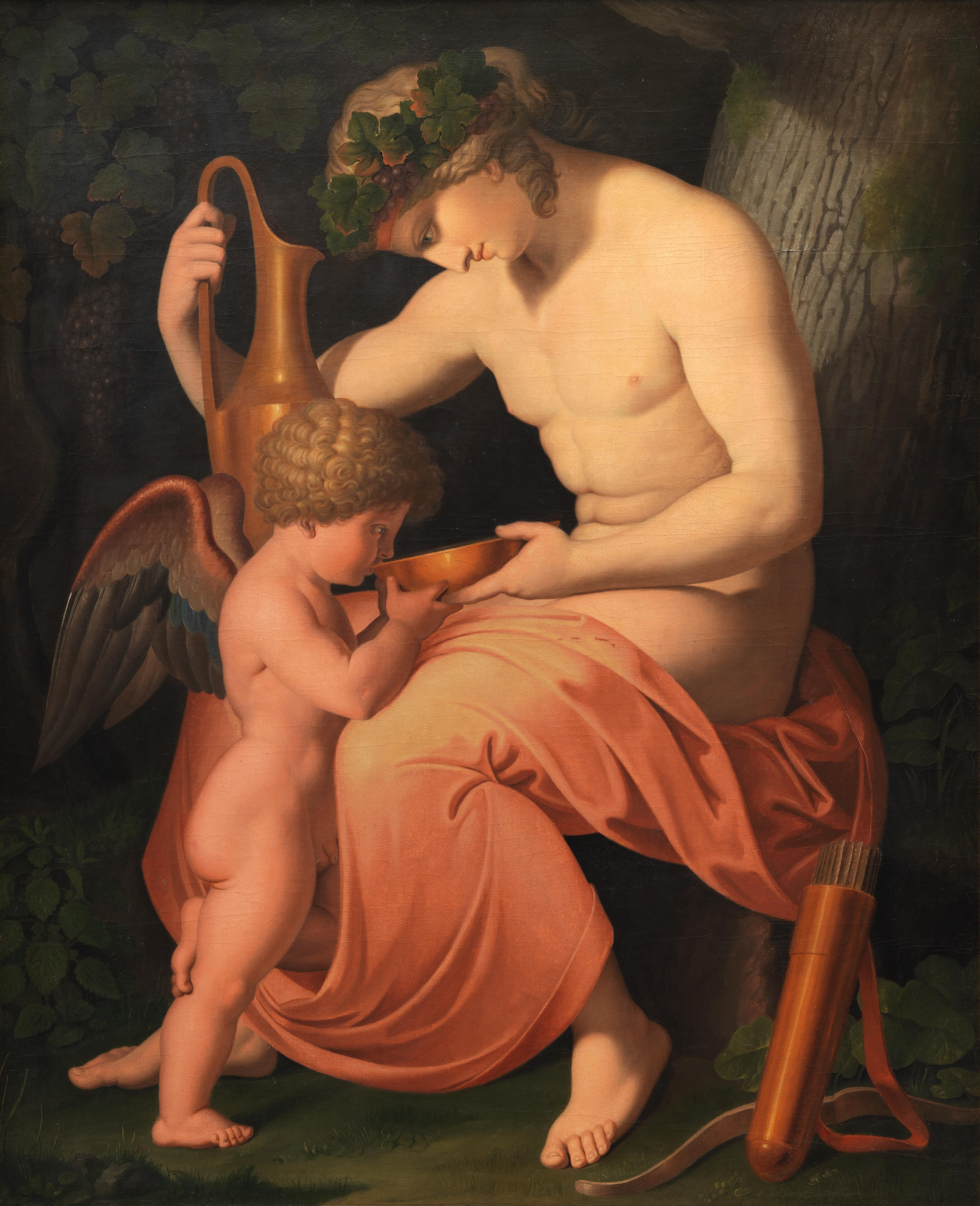
Бахус и Купидон. 1796. Холст, масло. Государственный музей искусств, Копенгаген
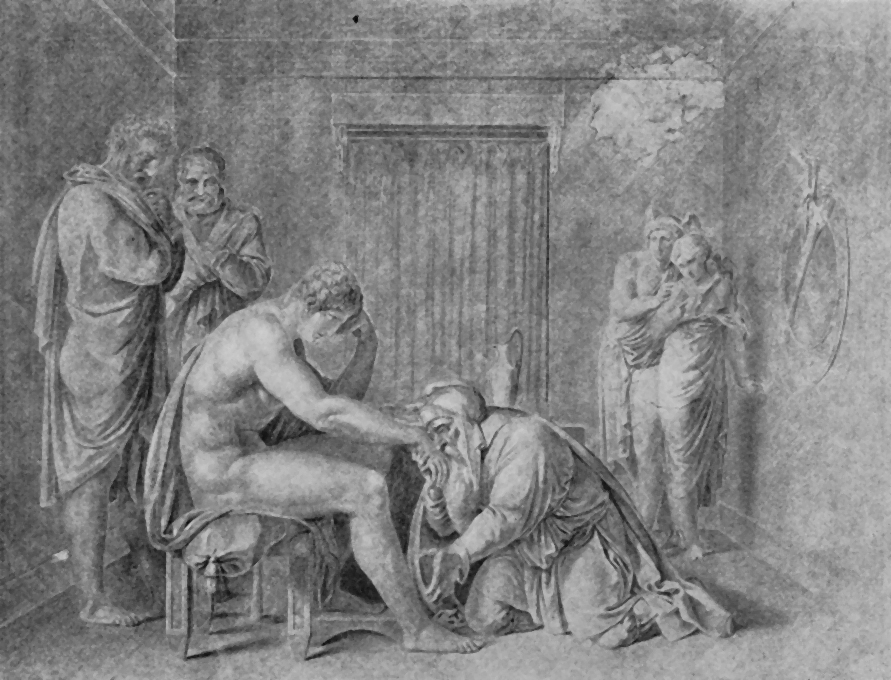
Приам у Ахилла. 1794. Бумага, сангина, уголь, белила. Старая национальная галерея, Берлин